# Steirischer Fußballcup
Der Cup des Steirischen Fußballverbandes, kurz StFV-Cup genannt, ist einer von neun österreichischen Fußball-Pokalwettbewerben für Amateurmannschaften der Herren auf Verbandsebene, der vom Steirischen Fußballverband ausgerichtet und im K.-o.-System ausgetragen.
Der Pokalwettbewerb trägt den Namen Steirer Cup, bis 1996 Steirischer Fußballcup, der seit der Saison 2007/08 wieder ausgerichtet und ein Qualifikationsbewerb für den ÖFB-Cup ist. Zurzeit ist der Pokal durch Wochenzeitungs GmbH Steiermark gesponsert und ist als WOCHE-Steirer-Cup bekannt. In der Saison 2018/19 konnte der SC Kalsdorf den Titel gewinnen und sich für die erste ÖFB-Cup Teilnahme der Vereinsgeschichte qualifizieren.
Der Landespokal stellte von 1932 bis 1951 neben der Meisterschaft den Höhepunkt des steirischen Fußballgeschehens dar und wurde nach der Integration der steirischen Vereine in den bundesweiten Fußballbetrieb eingestellt. Nach einer 45 Jahre währenden Pause versuchte der Verband den Cup 1995 mit Vereinen ab der dritten Leistungsstufe absteigend wieder einzuführen, stellte ihn aber nach zwei Austragungen erneut – bis zur Neuausrichtung als Steirer-Cup 2007/08 – ein.

## Geschichte
Anfänge bis nach dem Zweiten Weltkrieg
| Saison                                                                        | Pokal-Sieger                         | Finalist                             | Resultat                             |
| Steirischer Fußballcup (inoffiziell)                                          | Steirischer Fußballcup (inoffiziell) | Steirischer Fußballcup (inoffiziell) | Steirischer Fußballcup (inoffiziell) |
| ----------------------------------------------------------------------------- | ------------------------------------ | ------------------------------------ | ------------------------------------ |
| 1922                                                                          | Kapfenberger SC                      | AAC Kapfenberg                       | 4:0, 4:0                             |
| 1923 – 1926                                                                   | kein Bewerb                          | kein Bewerb                          | kein Bewerb                          |
| 1927                                                                          | Grazer AK                            | SK Sturm Graz                        | keine Information                    |
| Brücklmeier-Pokal (inoffiziell)                                               |                                      |                                      |                                      |
| 1929                                                                          | SC Hakoah Graz SK Sturm Graz         | SC Hakoah Graz SK Sturm Graz         | 1:1 u. ?:? StC1                      |
| Steirischer Fußballcup                                                        |                                      |                                      |                                      |
| 1931/32                                                                       | SK Sturm Graz                        | Grazer AK                            | 3:2                                  |
| 1932/33                                                                       | SK Sturm Graz                        | Grazer SC                            | 3:0                                  |
| 1933/34                                                                       | Grazer SC                            | SK Sturm Graz                        | 5:0                                  |
| 1934/35                                                                       | Grazer SC                            | Grazer AK                            | 2:0                                  |
| 1935/36                                                                       | SK Sturm Graz                        | Grazer AK                            | 3:2                                  |
| 1936/37                                                                       | SK Sturm Graz                        | Grazer SC                            | 4:2                                  |
| 1937/38                                                                       | SK Sturm Graz                        | SC Südbahn Graz                      | 4:0                                  |
| 1938/39                                                                       | Grazer SC                            | keine Information                    | keine Information                    |
| 1939/40                                                                       | Kapfenberger SC                      | keine Information                    | keine Information                    |
| 1940/41                                                                       | Kapfenberger SC                      | keine Information                    | keine Information                    |
| 1941/42 – 1944/45                                                             | kein Bewerb                          | kein Bewerb                          | kein Bewerb                          |
| Steirischer Fußballcup                                                        |                                      |                                      |                                      |
| 1945/46                                                                       | SK Sturm Graz                        | Grazer SC                            | 1:1 u. 3:0                           |
| 1946/47                                                                       | SK Sturm Graz                        | Grazer SC                            | 1:0                                  |
| 1947/48                                                                       | SK Sturm Graz                        | Grazer AK                            | 4:2                                  |
| 1948/49                                                                       | SK Sturm Graz                        | ESV Austria Graz                     | 2:2, 0:0, 2:2 u. 4:2                 |
| 1949/50                                                                       | Grazer SC                            | keine Information                    | keine Information                    |
| 1950/51                                                                       | Grazer SC                            | keine Information                    | keine Information                    |
| StC1 1929 wurde ein Cupbewerb ausgespielt, der Sieger ist nicht aber bekannt. |                                      |                                      |                                      |

Der erste Versuch der Einführung eines Landescups wurde 1922 unternommen und fand seinen Sieger im obersteirischen Verein Kapfenberger SC. 1927 gewann der Grazer AK den auf die Landeshauptstadt Graz beschränkten und nach Meisterschaftssystem ausgetragenen Pokalwettbewerb. Hinter dem Gewinner platzierten sich SK Sturm, Grazer SC, Hakoah, Rapid und Castell.
In der Saison 1928/29 organisierte der StFV den „Brücklmeier-Pokal“. Zur Teilnahme waren nur die Vereine der 1. Landesklasse berechtigt. In den Finalspielen am 21. Juli 1929 gewann der Grazer AK das Spiel um den dritten Rang mit 8:1 gegen den Grazer SC. Das Finalspiel um den Pokalsieger zwischen Sturm Graz und Hakoah Graz endete 1:1 unentschieden. Da das Regulativ damals weder eine Verlängerung noch ein Elfmeterschießen vorsah, musste das Spiel an einem anderen Tag wiederholt werden. Das Ergebnis der Neuaustragung ist jedoch nicht mehr bekannt. Zu bemerken ist, dass alle Austragungen des Landescups vor 1932 nur inoffiziellen Charakter hatten.
1932 wurde der Landespokal schließlich vom Verband offiziell eingeführt. In den 16 bis 1951 ausgespielten Saisonen konnten sich mit dem Rekordsieger Sturm, dem GAK und dem Kapfenberger SC nur drei Vereine in die Siegerliste eintragen. In den Saisonen 1947/48 und 1948/49 diente der Landespokal jeweils als Qualifikation zum Bundesländer-Cup, wobei es Sturm Graz 1948 gelang, als erster Provinzverein (Vereine außerhalb der Stadt Wien) in das Finale einzuziehen. Dort scheiterten die Steirer jedoch knapp mit 1:2 am FK Austria Wien. Erwähnenswert ist der Landespokal von 1949, in dem Sturm Graz, nachdem ein Remis jedes Mal eine Neuaustragung verlangte, vier Finalspiele benötigte, um mit 2:2, 0:0, 2:2 und 4:2 über den ESV Austria seinen Titel zu verteidigen. Der Bundesländer-Cup wurde 1949 wieder abgeschafft, 1951 entschied der StFV als einer der ersten österreichischer Landesverband 1951 seinen Cupwettbewerb auf unbestimmte Zeit einzustellen.
Einführung in den 1990er Jahren
| Saison                 | Pokal-Sieger           | Finalist               | Resultat               |
| Steirischer Fußballcup | Steirischer Fußballcup | Steirischer Fußballcup | Steirischer Fußballcup |
| ---------------------- | ---------------------- | ---------------------- | ---------------------- |
| 1994/95                | ASK Voitsberg          | ATUS Bärnbach          | 4:1                    |
| 1995/96                | LUV Graz               | ASK Voitsberg          | 3:1                    |

Nachdem der Landespokal 1951 eingestellt worden war, dauerte es 45 Jahre, bis der StFV für die Saison 1994/95 wieder einen Pokalwettbewerb ausschrieb. Da die ehemaligen Spitzenvereine inzwischen längst in den Profibetrieb gewechselt hatten, nicht mehr existierten oder nur noch in den niedersten Klassen spielten, konnten sich mit dem ASK Voitsberg und dem Lehrlings-Unterstützungsverein (LUV) Graz zwei neue Vereine in die Siegerliste eintragen.
Wiedereinführung in den 2000er Jahren
| Saison                              | Pokal-Sieger                                      | Finalist                                          | Resultat                                          |
| WOCHE Steirer Cup powered by Stiegl | WOCHE Steirer Cup powered by Stiegl               | WOCHE Steirer Cup powered by Stiegl               | WOCHE Steirer Cup powered by Stiegl               |
| ----------------------------------- | ------------------------------------------------- | ------------------------------------------------- | ------------------------------------------------- |
| 2007/08                             | TSV Pöllau                                        | SVL Flavia Solva                                  | 2:1                                               |
| 2008/09                             | FC Gleisdorf 09                                   | Deutschlandsberger SC                             | 4:2 n. V.                                         |
| 2009/10                             | TuS Paldau                                        | SV Lafnitz                                        | 2:0                                               |
| WOCHE MURAUER Cup                   |                                                   |                                                   |                                                   |
| 2010/11                             | SC Weiz                                           | SV Frannach                                       | 4:1                                               |
| 2011/12                             | KSV Amateure                                      | Deutschlandsberger SC                             | 3:2                                               |
| 2012/13                             | SV Lafnitz                                        | FC Lankowitz                                      | 6:1                                               |
| 2013/14                             | FC Lankowitz                                      | FC Zeltweg                                        | 4:1                                               |
| 2014/15                             | FC Lankowitz                                      | USV Gnas                                          | 3:0                                               |
| WOCHE Cup                           |                                                   |                                                   |                                                   |
| 2015/16                             | SV Lafnitz                                        | SC Kalsdorf                                       | 2:0                                               |
| 2016/17                             | Deutschlandsberger SC                             | USV St. Anna                                      | 2:2, 5:3 n.E,                                     |
| 2017/18                             | USV Mettersdorf                                   | FC Schladming                                     | 1:0                                               |
| 2018/19                             | SC Kalsdorf                                       | Deutschlandsberger SC                             | 3:0                                               |
| Steirer-Cup                         |                                                   |                                                   |                                                   |
| 2019/20                             | wegen COVID-19-Pandemie in Österreich abgebrochen | wegen COVID-19-Pandemie in Österreich abgebrochen | wegen COVID-19-Pandemie in Österreich abgebrochen |
| 2020/21                             | wegen COVID-19-Pandemie in Österreich abgebrochen | wegen COVID-19-Pandemie in Österreich abgebrochen | wegen COVID-19-Pandemie in Österreich abgebrochen |
| Champions-Steirer-Cup               |                                                   |                                                   |                                                   |
| 2021/22                             | SV Frauental                                      | SV Klöch                                          | 2:0                                               |
| 2022/23                             | SC Weiz                                           | DSV Leoben                                        | 5:1                                               |
| Steirer-Cup                         |                                                   |                                                   |                                                   |
| 2023/24                             | Deutschlandsberger SC                             | Bad Gleichenberg                                  | 2:1                                               |
| 2024/25                             | SV Tillmitsch                                     | Deutschlandsberger SC                             | 3:0                                               |

Für die Saison 2007/08 zog man mit den meisten anderen Landesverbänden gleich und man installierte auch in der Steiermark einen Amateurpokalbewerb für Vereine von den unteren Spielklassen. Durch diesen Entschluss siegten nur unterklassige Vereine: TSV Pöllau, FC Gleisdorf 09, TuS Paldau, SC Weiz, die Amateure des Kapfenberger SV, zweimal der SV Lafnitz, der FC Lankowitz, der USV Mettersdorf und der SC Kalsdorf.

## Bezeichnung (Sponsor)
Der Cup wird seit 2007 mit einem Sponsor im Namenszug ausgetragen. Davor wurde der Pokalbewerb einfach Steirischer Landespokal genannt. Folgende Sponsoren beziehungsweise Namensänderungen hat der steirische Pokalwettbewerb in seiner Namensgebung gehabt:
- Steirischer Fußballcup: 1922–1950/51 und 1994–1996
- Steirer-Cup: seit 2007/08
- der Sponsor ist im Namenszugs in Verbindung mit 'Cup':
  - WOCHE Steirer-Cup powered by Stiegl: 2007/08–2009/10
  - WOCHE MURAUER Cup: 2010/11–2014/15
  - WOCHE Steirer-Cup: 2015/16–2017/18
  - Steirer-Cup: 2019/20, 2020/21
  - Champions-Steirer-Cup: 2021/22, 2022/23
  - Steirer-Cup: seit 2023/24

## Spielmodus, Teilnehmer und Auslosung
Der StFV-Cup wird im K.O.-System ausgetragen. Alle Runden werden in einem Spiel entschieden, bis zum Achtelfinale hat jener Verein Heimrecht, der in der untersten Liga spielt. Sollten beide Vereine in einer Liga spielen, hat der erstgenannte Verein bei der Auslosung Heimrecht. Ab dem Achtelfinale wird das Heimrecht gelost. Beim Finale gilt der Sieger des erstgezogenen Halbfinalspieles als Heimmannschaft, der Sieger des zweitgezogenen Halbfinalspiels als Auswärtsmannschaft. Steht es nach 90 Minuten Unentschieden, wird eine Verlängerung von zweimal 15 Minuten gespielt. Sollte noch immer kein Sieger feststehen, so wird dieser im Elfmeterschießen ermittelt.
- 1. Runde: 1. Hauptrunde (Vereine aus der Unterliga, Gebietsliga und 1. Klasse)
- 1. Runde: 2. Hauptrunde
- 1. Runde: 3. Hauptrunde (Vereine aus der Regionalliga Mitte, Landesliga, Oberliga steigen ein)
- 2. Runde: 4. Hauptrunde
- 3. Runde: 5. Hauptrunde
- 4. Runde: 4. Hauptrunde
- 5. Runde: 6. Hauptrunde
- 6. Runde: Achtelfinale: 16 Teilnehmer
- 7. Runde: Viertelfinale: 8 Teilnehmer
- 8. Runde: Halbfinale: 4 Teilnehmer
- 9. Runde: Finale: 2 Teilnehmer

## Die Titelträger
9 Pokalsiege
SK Sturm Graz (1932, 1933, 1936, 1937, 1938, 1946, 1947, 1948, 1949)
5 Pokalsiege
Grazer SC (1934, 1935, 1939, 1950, 1951)
2 Pokalsiege
Deutschlandsberger SC (2017, 2024)
SC Weiz (2011, 2023)
SV Lafnitz (2013, 2016)
FC Lankowitz (2014, 2015)
Kapfenberger SC (1940, 1941)
1 Pokalsieg
| SV Tillmitsch (2025) SV Frauental (2022) SC Kalsdorf (2019) USV Mettersdorf (2018) KSV Amateure (2012) | TuS Paldau (2010) FC Gleisdorf 09 (2009) TSV Pöllau (2008) LUV Graz (1996) ASK Voitsberg (1995) |

Berücksichtigt werden nur die offiziellen Saisonen.